# 三奶壇
三奶壇，臺灣話口語上稱為三媽壇，是高雄市大社區的一個傳統地域名稱，位於該區中部偏西南。相較於今日行政區，其範圍大致包括三奶里北半部、觀音里西北半部、翠屏里、神農里不含東南端、中里里東半葉西北部凸出部分。

## 歷史
台灣清治末期至日治初期，三奶壇地區為一街庄，稱為「三奶壇庄」，隸屬於觀音中里。該庄輪廓東、西狹長，北與大社庄為鄰，東與前埔厝庄為鄰，南邊為林仔邊庄、後庄仔庄，西邊為楠仔坑街。
1901年（日治明治三十四年）11月，全台廢縣廳改設二十廳，該庄隸屬於鳳山廳。1903年（明治三十六年）6月，該庄編入「楠仔坑區」，隸屬於鳳山廳。1909年（明治四十二年）10月，合併二十廳為十二廳，楠仔坑區改隸屬於臺南廳。1920年（大正九年），全台地方制度大改正，廢十二廳改設五州二廳，該庄改制為「三奶壇」大字，隸屬於高雄州高雄郡仁武庄。1924年（大正十三年）12月，高雄郡廢止，仁武庄併入鳳山郡。
戰後仁武庄改制為仁武鄉，隸屬於高雄縣，大字亦改制為村。1950年10月，高、屏分治，仁武鄉仍隸屬高雄縣。1951年8月，仁武鄉拆分出大社鄉，本地區改隸屬大社鄉。2010年12月25日，高雄縣、市合併為高雄市，大社鄉改制為大社區，村亦改制為里。

## 聚落
本地區發展較早的聚落有三奶壇、籬仔內等，在日治期初期的官方地圖上已有記載。

## 交通
- 國道1號（過境）
- 國道10號（過境）
- 市道186號
  - 市道186甲線

## 學校
- 大社國中
- 觀音國小（西北半部）

## 廟宇
- 觀音山大覺寺

## 產業
- 大社工業區

## 景點
- 觀音山（台灣小百岳之一）